# اورچرد مسا (کلرادو)
اورچرد مسا (به انگلیسی: Orchard Mesa) یک منطقهٔ مسکونی در ایالات متحده آمریکا است که در شهرستان میسا، کلرادو واقع شده‌است. اورچرد مسا ۱۴٫۴ کیلومتر مربع مساحت و ۶٬۸۳۶ نفر جمعیت دارد و ۱٬۴۱۷ متر بالاتر از سطح دریا قرار دارد.